# Rubicon (Wisconsin)
Rubicon – miasto w Stanach Zjednoczonych, w stanie Wisconsin, w hrabstwie Dodge.